# Conímbriga

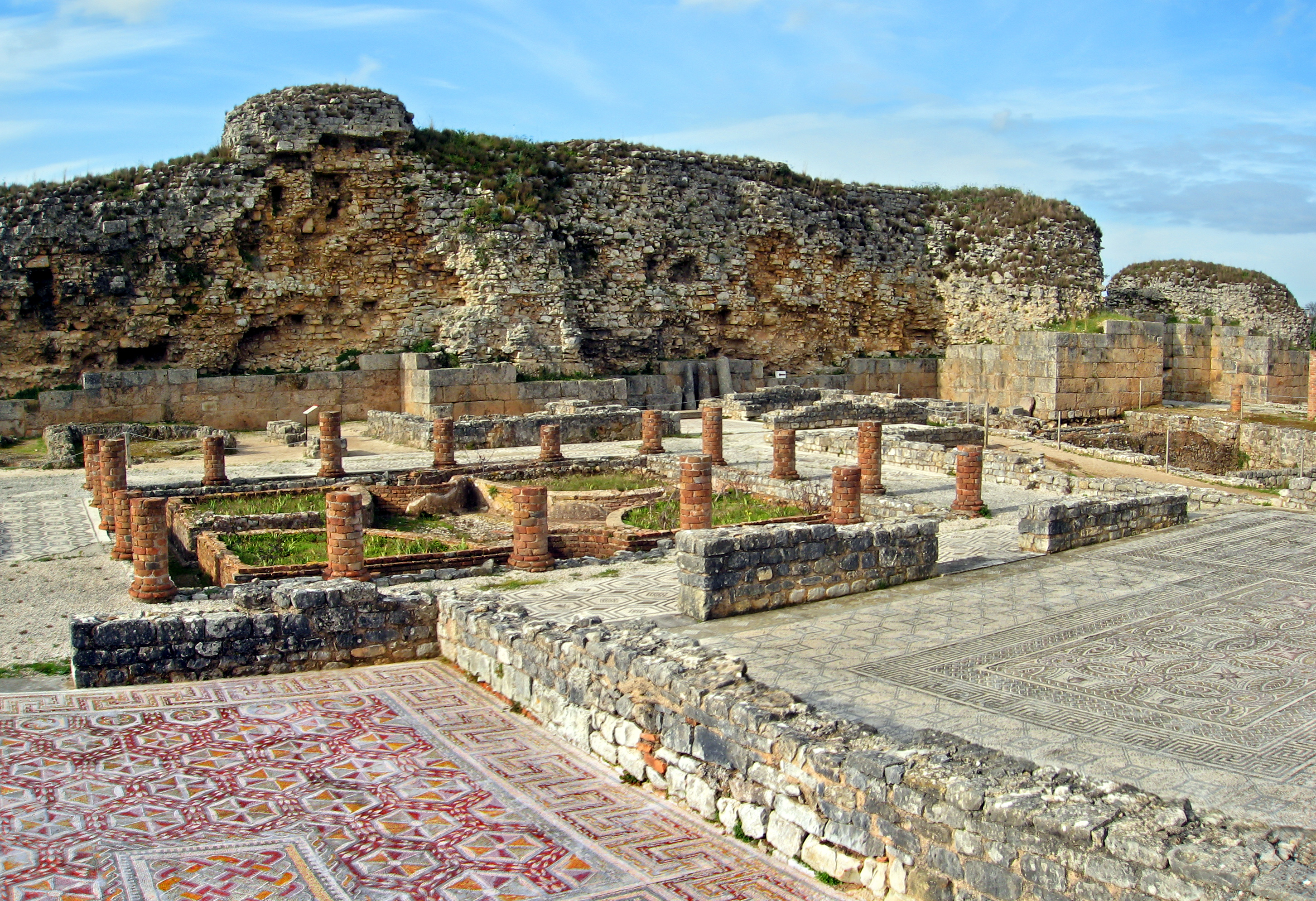
Vista de Conímbriga.

Conimbriga (pronúnciese Conímbriga) fue una antigua ciudad romana de Hispania localizada en la vía militar que iba de Olissipo (Lisboa) a Bracara Augusta (Braga). Pertenecía administrativamente al Conventus Scallabitanus de la provincia romana de Lusitania.
La población actual más cercana es Condeixa-a-Nova (Distrito de Coímbra, Portugal), donde se encuentra un vasto campo de ruinas.
Aunque la zona pertenecía a los túrdulos oppidanos, se ha sugerido que Conímbriga tenía su origen en un castro celta de la tribu de los conios. Lo seguro es que Conímbriga fue ocupada por los romanos en las campañas de Décimo Junio Bruto, en el 139 a. C. En el reinado del emperador César Augusto (finales del siglo I a. C. y comienzos del siglo I d. C.), la ciudad sufrió importantes obras de urbanización, construyéndose las termas públicas y el foro. A finales del siglo IV, en el contexto del declive del Imperio romano, se construye una muralla de defensa urbana con cerca de 1500 metros de extensión, posiblemente para sustituir y reforzar la muralla antigua, del tiempo de Augusto. La manera un tanto rústica en que está construida denota una cierta urgencia en su construcción, evidenciando un clima de tensión y de inminentes ataques por parte de los pueblos bárbaros. En el 468 los suevos tomaron la ciudad y destruyeron parte de la muralla. A partir de entonces, Conímbriga comienza a abandonarse, acabando por perder su estatus de sede episcopal en beneficio de Aeminium (Coímbra), que poseía mejores condiciones de defensa y supervivencia. Los habitantes que se quedaron, fundaron Condeixa-a-Nova, más al norte.
En las excavaciones de 1913, se encontraron testimonios de la Edad del Hierro, pudiendo juntarse piezas de piedra y bronce que pueden hacer recular el inicio de la población local. Las referencias en fuentes literarias antiguas son pocas: al describir la Lusitania, a partir del Duero, Plinio el Viejo cita oppida Conimbriga en su Historia Natural; el Itinerario de Antonino, la menciona como estación viaria en la carretera que conecta Olissipo (Lisboa) y Bracara Augusta (Braga).
Después de las invasiones bárbaras la vida continúa en la ciudad como nos dice una inscripción del siglo VI, testimonio de la era visigótica y árabe. Las monedas visigodas son acuñadas en Aeminium, ciudad que quitó el poderío a Conímbriga, y para ella se transfiere la sede episcopal, aunque en los Concilios hasta al siglo VII continua apareciendo el obispo de la ciudad. Las primeras excavaciones comenzaron en 1899 gracias a un subsidio concedido por la reina de Portugal, Amelia de Orleans. A partir de 1955 el ritmo de las investigaciones se intensificó. Conímbriga es una de las raras ciudades romanas que conserva la cintura de murallas, de disposición casi triangular. El tramo Norte-Sur de las murallas corta la ciudad en dos zonas. Particularmente notable por la planta y por la riqueza de los mosaicos que la pavimentan, es la gran villa urbana con peristilo céntrico, al norte de la vía. En trabajos junto a la muralla sur fue descubierto un gran edificio cuya finalidad sería de termas públicas, con sus divisiones características. Los abundantes materiales arqueológicos de toda la especie, que no era posible conservar en el local se encuentran en el Museo Monográfico de Conímbriga.

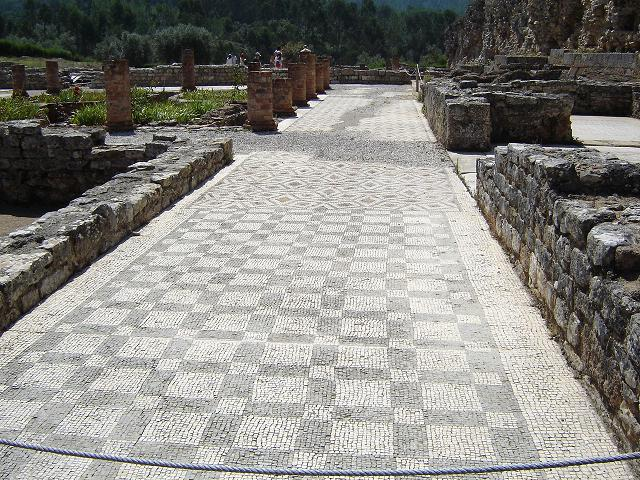
Calzada de Conímbriga.

## Arqueología
Conímbriga es la estación arqueológica romana mejor estudiada en Portugal. Entre los varios excavadores de esta ciudad hay que destacar el nombre de Virgílio Ferreira que hizo un estudio sistemático de esta ciudad. Entre 1930 y 1944 (año de su muerte) excavó toda el área contigua a la muralla oriental, descubriendo, extramuros, unas termas públicas y tres viviendas, entre las cuales hay que destacar la llamada Casa de los Repuxos, con una área de 569 m² pavimentada de mosaicos y con un jardín céntrico donde se conservaba todo un sistema de canalizaciones. En la zona interna de la muralla la excavación reveló una basílica paleocristiana, una lujosa vivienda con termas privativas. Las excavaciones revelaron un fórum augustano demolido en la época de los Flavios, altura en que la ciudad recibió un estatuto municipal, para dar lugar a un nuevo fórum de mayores dimensiones; unas termas también construidas en el reinado de Augusto. Entre estos sectores monumentales fue excavada una zona habitacional, de la época claudiana, constituida por Insulae que serían ocupados por la clase media de la población conectada a la artesanía. A partir de un embalse localizado en Alcabideque el agua era conducida hasta Conimbriga por un acueducto.

## Galería

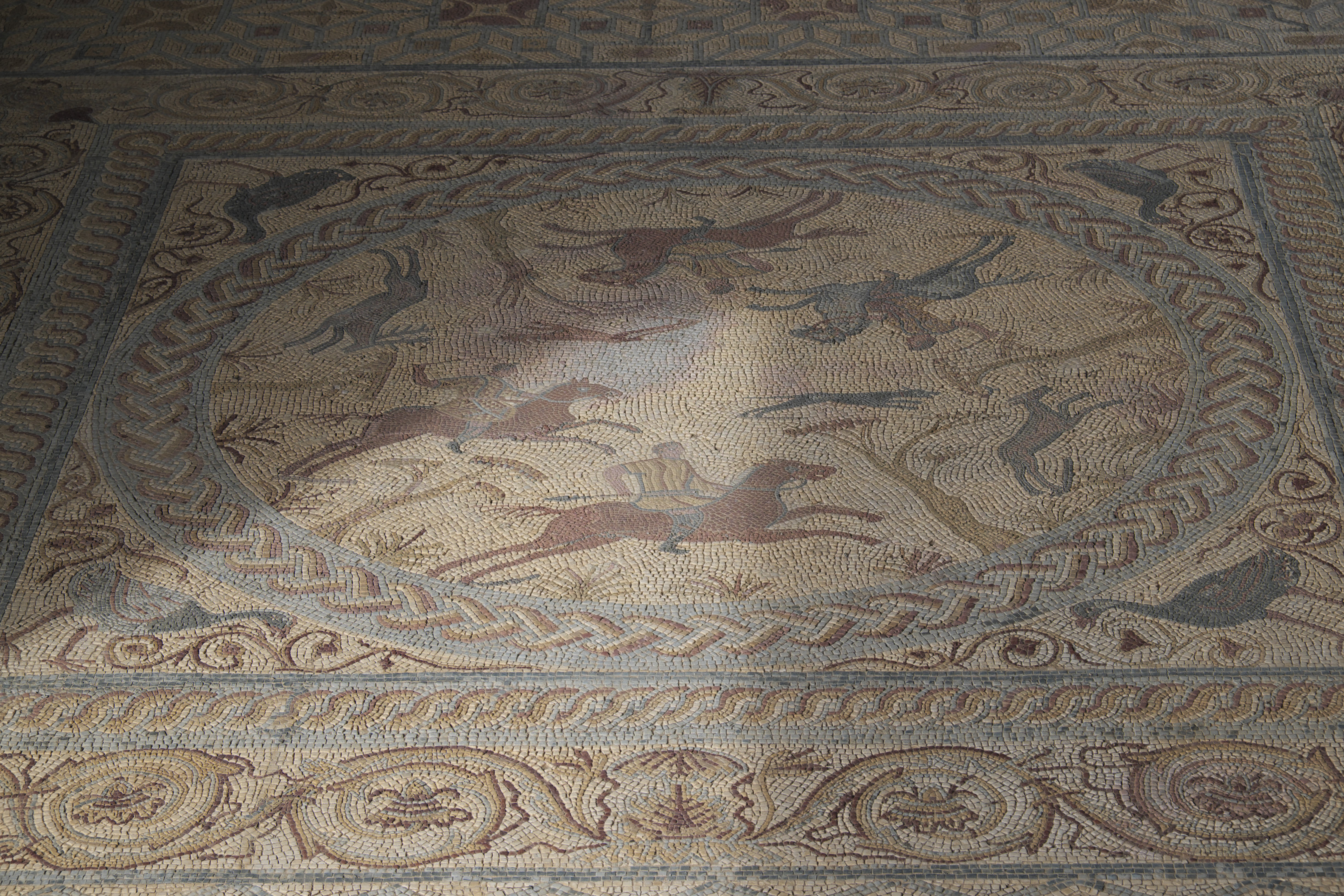
Caballeros, uno de los elaborados pavimentos de mosaico
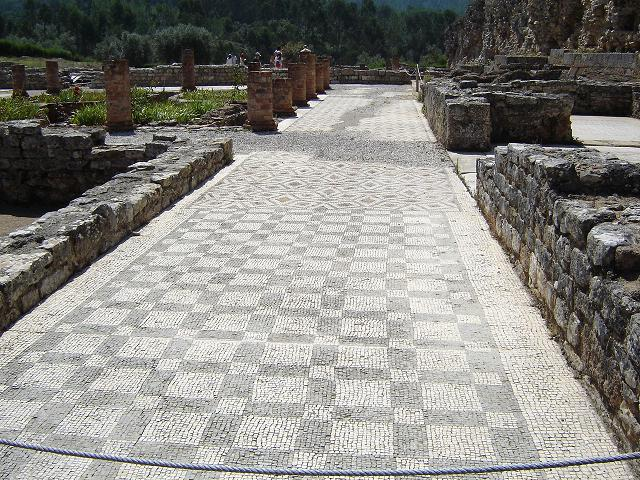
Conímbriga - Calle pavimentada
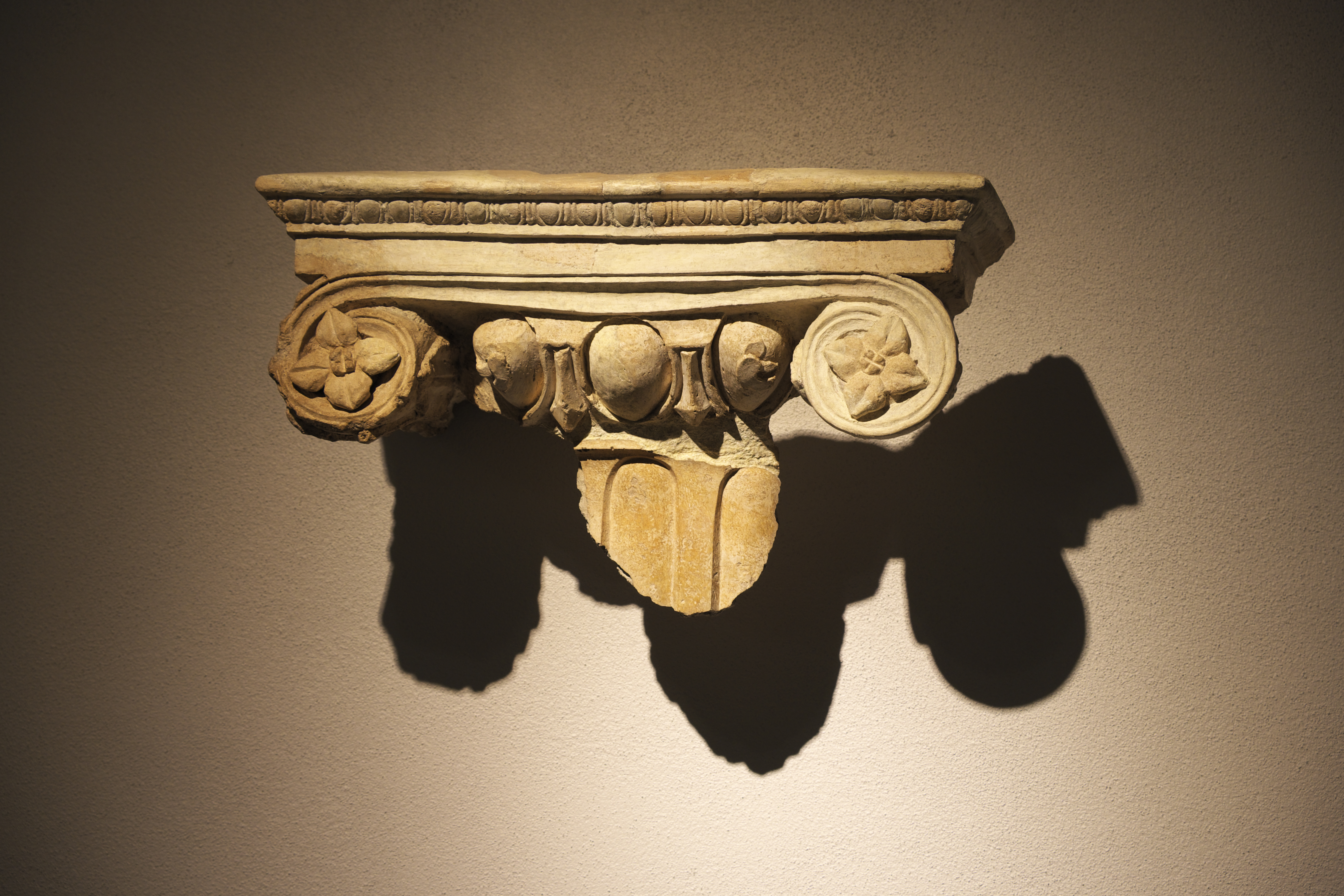
Capitel
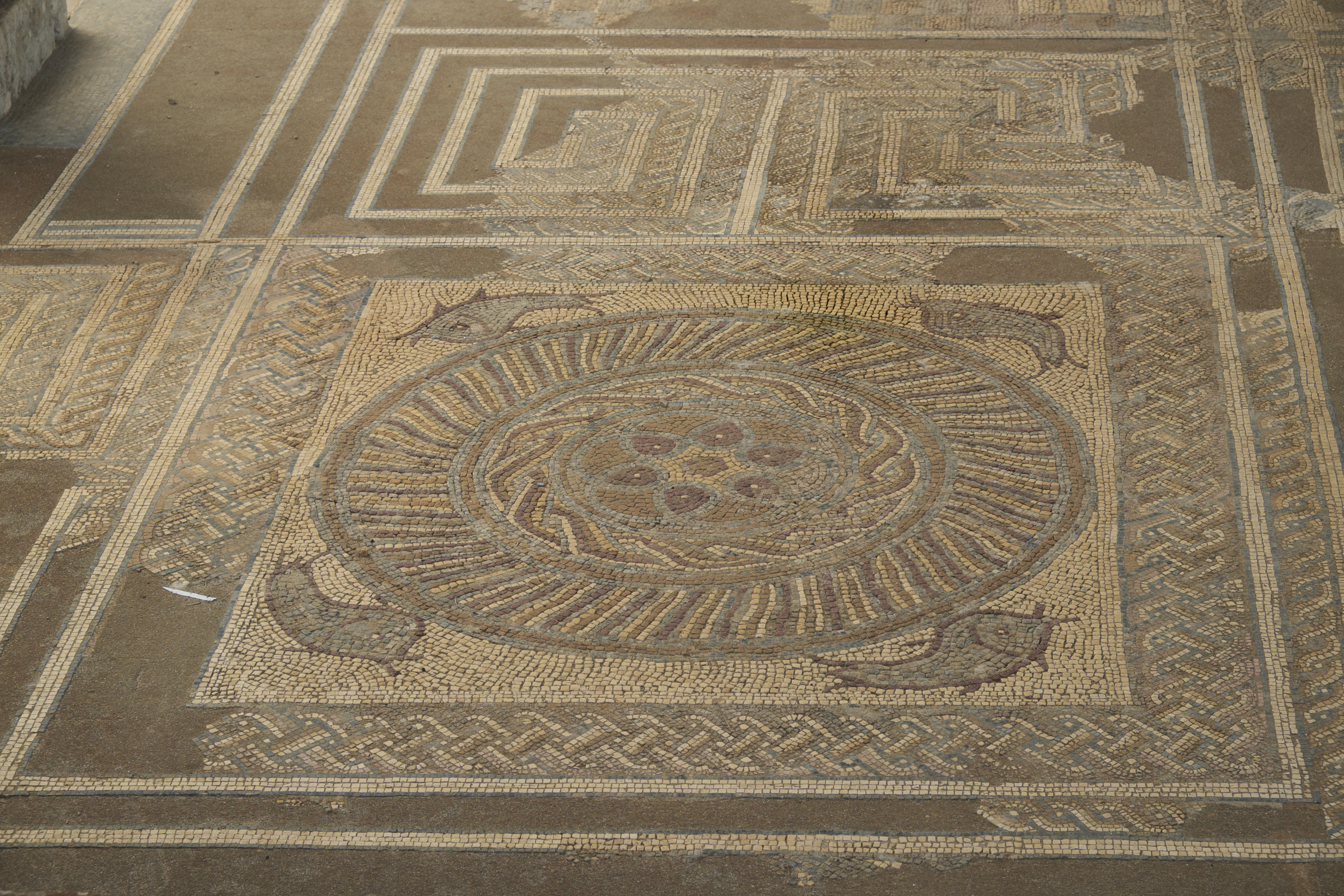
Mosaico representando peces
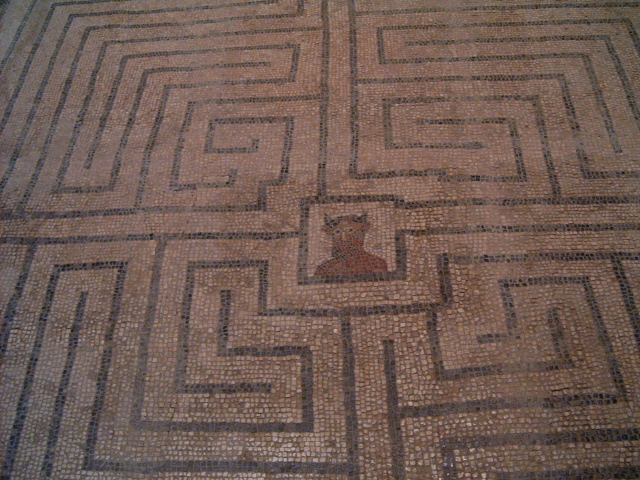
Mosaico representando un laberinto
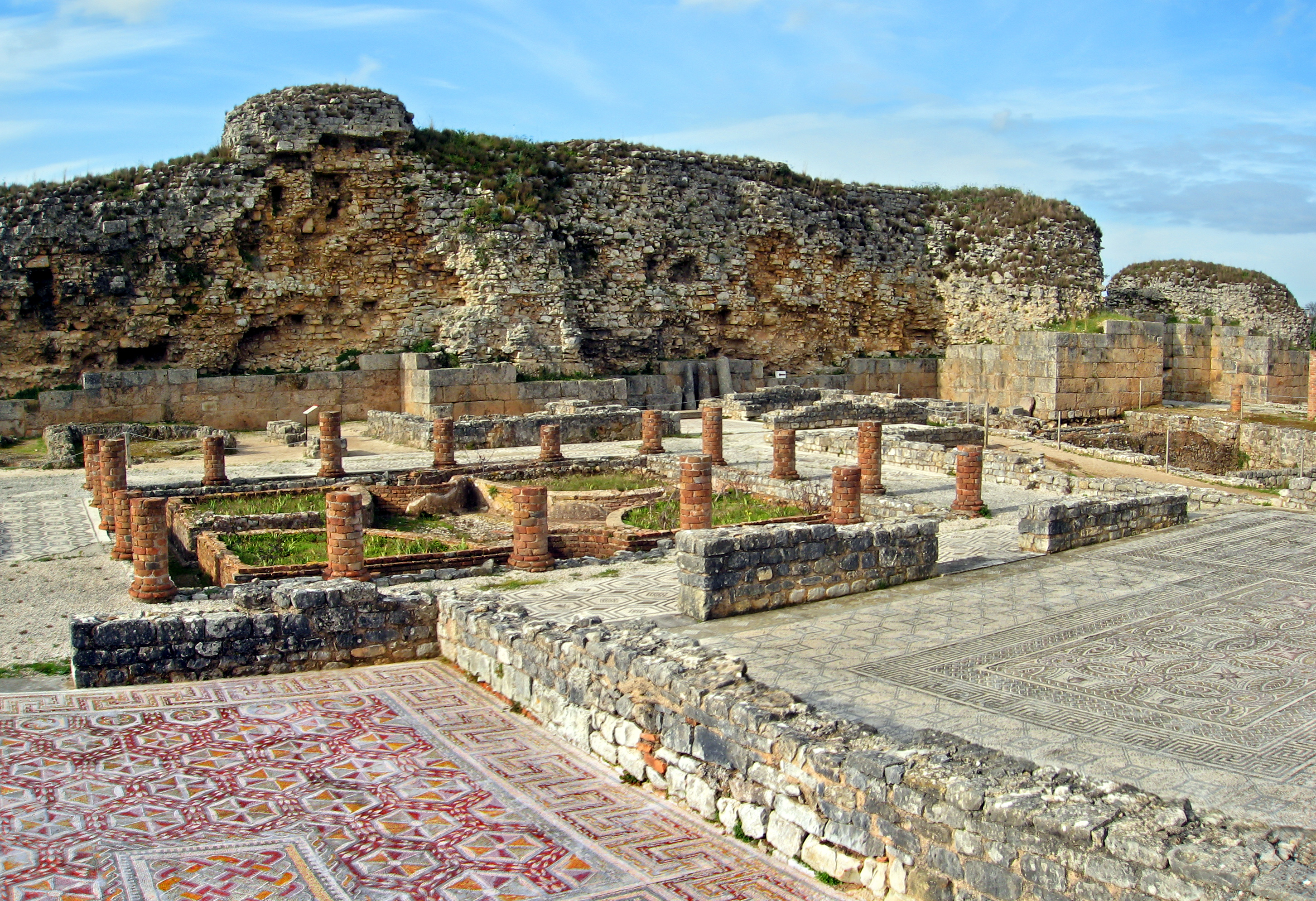
Vista de Conímbriga
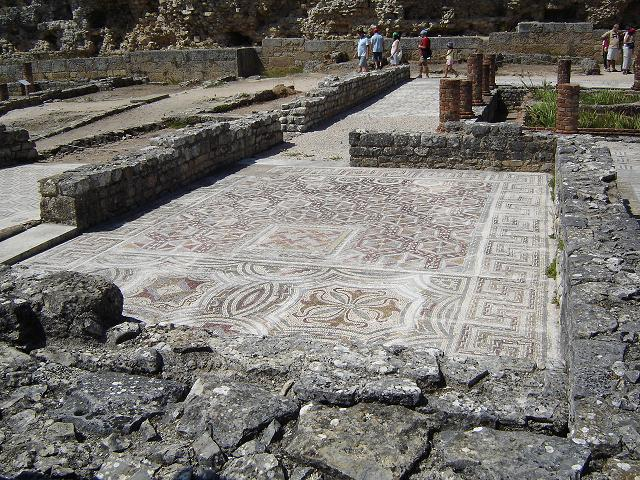
Sala con pavimento de mosaico
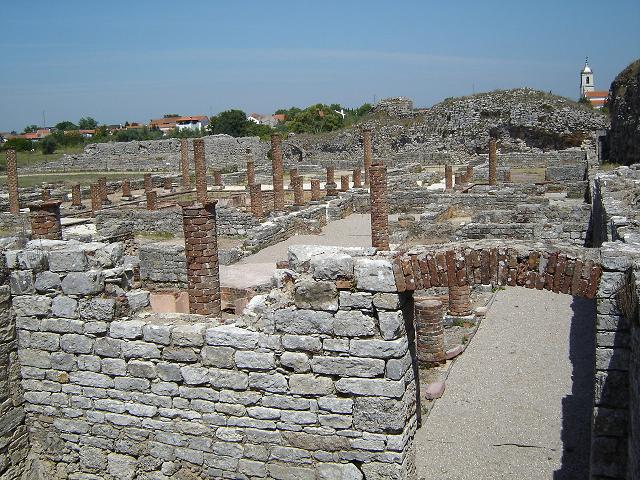
Vista de Conímbriga
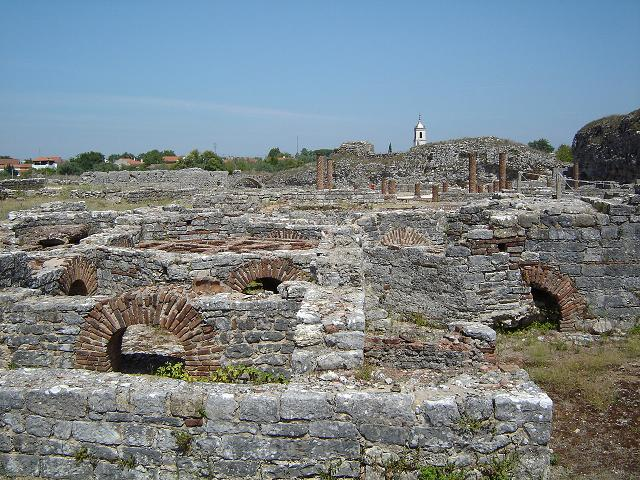
Vista de la zona de las termas, Conímbriga
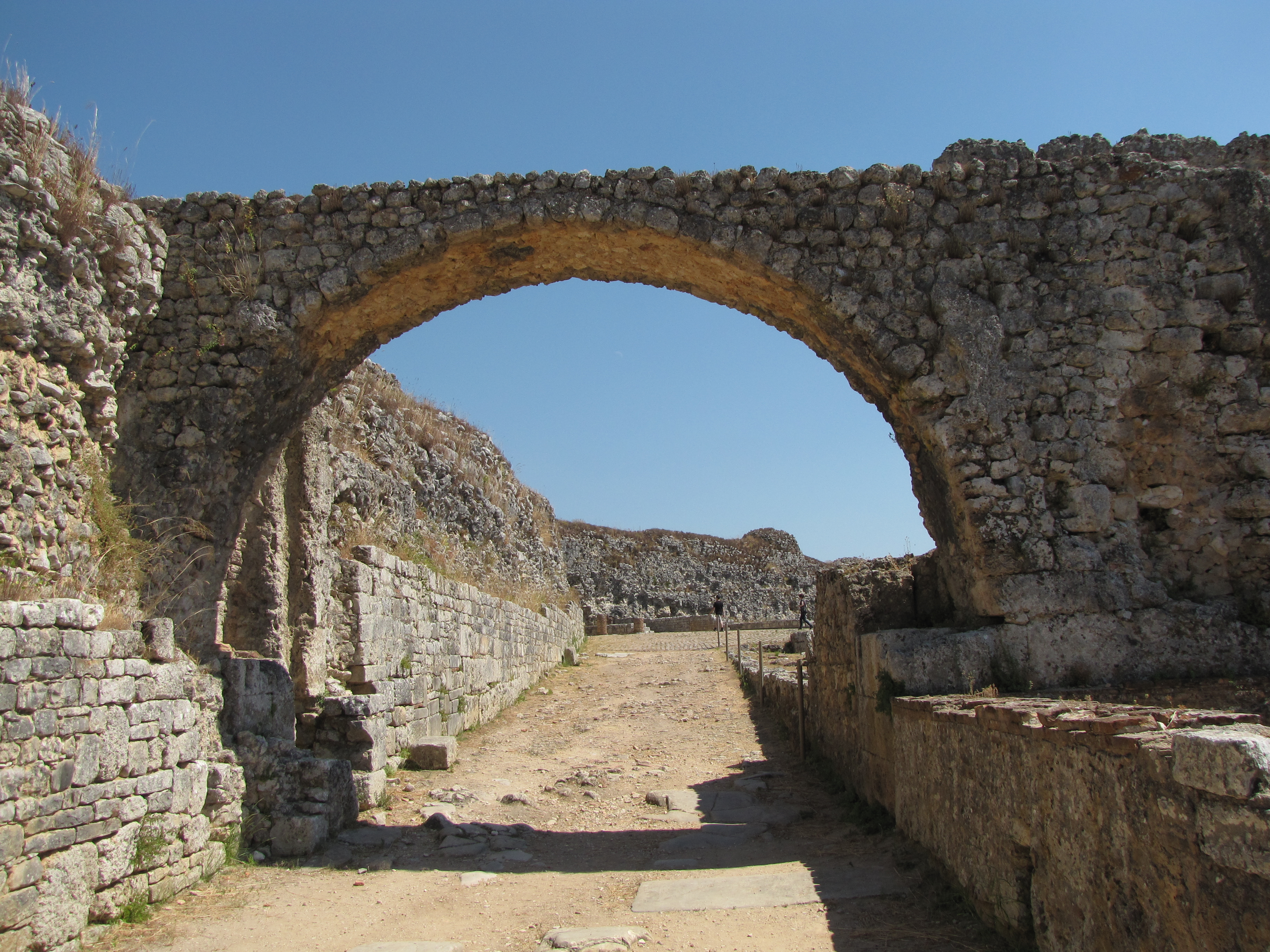
Arco y muro de Conímbriga